# منتخب السعودية تحت 14 سنة لكرة القدم
منتخب السعودية تحت 14 سنة ، ويعرف «المنتخب السعودي للبراعم» . يشرف على تدريبه اللاعب السابق عمر باخشوين.

## قائمة اللاعبين
- علي عبد القادر مكي
- عبد الرحمن محمد دهيثم
- فراس الغامدي
- مروان سالم الصبحي
- عبد الرحمن إبراهيم الفهيد ( نادي الاهلى )
- فهد معيوف المطيري
- نهار القحطاني
- عبد العزيز حمد الشمري
- عبد الكريم المزيعل
- عبد الله سعد الكثيري ( نادي النصر )
- عصام المولد
- سعود عبد الحميد
- محمد علي الزهراني ( نادي الاتحاد )
- حسان محمد اسامه
- تركي العمار (نادي الشباب )
- راكان علي الاسمري ( نادي الهلال )
- علي طاهر البراهيم
- ياسر احمد النعيمي ( نادي الاتفاق )
- عمر جاسم الدسمال
- ريان خالد باصويلح
- فيصل حسن حيدر (نادي القادسية )
- طاهر حبيب الحجي ( نادي العدالة )
- عبد الله الحمدان ( تعليم الرياض )
- سالم السليم ( تعليم الاحساء )

### الجهاز الفني للفريق الأول
| المدرب       | عمر باخشوين      |
| مساعد المدرب | محمد العبدلي     |
| مدرب اللياقة | عبد الله المهيدب |
| مدرب الحراس  | تركي السلطان     |